# Ibi (Obersthofmeister)

Deckel des inneren Sarkophags des Ibi im Museo Egizio in Turin

Ibi war ein hochrangiger Amtsträger im Alten Ägypten, der als Obervermögensverwalter (auch „Obersthofmeister“ oder „Obermajordomus“, ägyptisch Jmj-r3-pr-wr) der Prinzessin und Gottesgemahlin Nebetneferumut (auch Nitokris) amtierte. Seine Lebenszeit fällt damit in die Regierungszeit des Pharaos Psammetich I. aus der 26. Dynastie, also in das 7. Jahrhundert v. Chr.
Während außer den Eltern namens Anch-Hor und Dienbastetri keine weiteren Vorfahren Ibis bekannt sind, lässt sich aus den Nachfahren ein größerer Stammbaum über drei Generationen rekonstruieren. Mit seiner namentlich nicht bekannten Ehefrau hatte er demnach zahlreiche Kinder.

Detail des inneren Sarkophagdeckels im Museo Egizio in Turin

Sein Grab mit der archäologischen Fachbezeichnung TT36 befindet sich in der Nekropole al-Asasif in Theben-West in dem Areal im Vorfeld des Totentempels der Hatschepsut. Im Vergleich zu einigen anderen der dortigen Grabbauten für hohe Würdenträger ist es von eher dezenten Ausmaßen. Relativ ungewöhnlich ist dabei, dass sowohl der äußere als auch der innere Sarkophag menschengestaltig (anthropomorph) und aus Stein gefertigt sind. Der einzige vollständig erhaltene Teil dieser beiden Särge ist der Deckel des inneren Sarkophags, der heute im Museo Egizio in Turin ausgestellt ist.